# Milkor MGL
Milkor MGL Mk-1 »Striker«  (angleška kratica za Multiple Grenade launcher) je sodoben večstrelni bombomet izdelan v Južnoafriški republiki.

## Zgodovina
Koncept bombometov, ki bi pokrili razdalje med efektivnim dometom ročne bombe (do 30 m) in minometi manjšega kalibra (400 m) so izdelale ZDA, ki so že v petdesetih letih 20. stoletja izdelale prva tovrstna orožja. Trendu so kmalu sledile tudi druge države, med njimi tudi Republika Južna Afrika, ki je leta 1982 izdala razpis za večstrelni bombomet. Na razpisu je zmagalo podjetje Milkor, ki je leta 1983 izdelalo prvi model revolverskega bombometa. Ta je kmalu našel pot v bojne enote južnoafriške vojske.

## Zasnova
To je bombomet, ki deluje na revolverskem principu. Ima boben s kapaciteto 6 granat in zgolj dvojno delovanje sprožilca. Nad pištolskim ročajem je nameščena varovalka udarnega kladivca, ki je dostopna z obeh strani. To dokazuje, da je orožje prilagojeno tako za desničarje, kot za levičarje. Zaradi zmanjšanje mase orožja, so za izdelavo tega bombometa uporabili plastiko in aluminij, kar pa je po drugi strani slabost kar se tiče vzdržljivosti orožja v bojnih razmerah. Polnjenje bobna se izvaja tako, da se s palcem prednje roke potegne varovalo bobna, pri čemer le-ta izpade na desno stran do kota 90°. S tem je omogočen dostop do vseh šestih komor. Izvlačenje praznih tulcev se izvrši s pritiskom na varovalo bobna, ki je hkrati vodilo za zvezdasti ejektor. Ejektor izvrže tulce nazaj do razdalje 20 m, kar je morda rahla slabost zaradi velike sile praznih tulcev, ki lahko poškodujejo zadaj stoječe vojake ali strelca samega. Hod sprožilca je gladek, a relativno dolg, sila odsuna orožja pa relativno majhna zaradi velike mase bombometa.

## Ognjena moč
Orožje ima relativno kadenco 18 granat na minuto, kar predstavlja dokaj veliko ognjeno moč, pa tudi natančnost bombometa je na visoki ravni. Tako lahko vojak z malo vaje zlahka pokriva bojišče v obsegu 400 m². Dober strelec lahko na razdalji 150 metrov zadene tarčo velikosti 60x60 cm, kar predstavlja res veliko ognjeno moč v rokah posameznika.

## Merki
Orožje je v osnovi opremljeno z refleksnimi merki (tako imenovanim OEG - Occluded Eye Gunsight) z rdečo piko, ki označuje mesto zadetka. Zadnji merek je nastavljiv s koraki po 50 m.

## Uporabniki
- Avstralija
- Brazilija
- Hrvaška
- Indonezija
- Izrael
- Republika Južna Afrika
- Srbija in Črna gora (pod oznako RGB-6)
- Švedska